# Romolo Ferri
Romolo Ferri (Milano, 23 novembre 1928 – Trento, 13 maggio 2015) è stato un pilota motociclistico italiano.

## Carriera
Esordì nelle competizioni nel 1948 con una MV Agusta, correndo con le moto di Cascina Costa sino alla primavera 1950, quando accettò l'offerta dell'Innocenti per correre in gare di velocità e Regolarità: per la Casa milanese portò in gara, insieme a Nello Pagani, una 250 bicilindrica a V frontale. Lasciata l'Innocenti, corse con FB Mondial e Moto Guzzi, ottenendo i suoi primi punti nel motomondiale: il suo primo risultato valido per le classifiche mondiali risale al GP delle Nazioni 1951 in classe 125 dove conquistò il secondo posto, risultato eguagliato al GP delle Nazioni 1954 classe 250 e al GP di Spagna 1955 in 125.
Nella stagione 1956 accettò l'offerta della Gilera per correre in 125 con la nuova bicilindrica della Casa di Arcore, ottenendo la vittoria al debutto della moto a Monza e al GP di Germania; fu, quella, anche la stagione in cui ha ottenuto il miglior piazzamento nella classifica finale con il 2º posto alle spalle di Carlo Ubbiali. Ritiratasi la Casa di Arcore a seguito del patto di astensione, Ferri fu ingaggiato dalla Ducati per il 1958: nelle prime tre gare della stagione fu secondo due volte, ma al GP di Germania fu vittima di una caduta che lo costrinse ad una lunga inattività.
L'ultima presenza nelle gare iridate avvenne nel motomondiale 1964 in occasione del GP delle Nazioni dove si classificò al nono posto in 125.
È ricordato anche per i record di velocità in varie classi e percorrenze, ottenuti dapprima nel 1951 in sella ad una Lambretta ed in seguito nel 1957 a bordo di una Gilera.
Muore a Trento il 13 maggio 2015 all'età di 86 anni.

## Risultati nel motomondiale

### Classe 125
| 1950 | Classe | Moto        |    |    |  |    |  |   |  |  |  |  |  |  | Punti | Pos. |
| ---- | ------ | ----------- | -- | -- |  | -- |  | - |  |  |  |  |  |  | ----- | ---- |
| 1950 | 125    | Moto Morini | NE | NE |  | NE |  | 7 |  |  |  |  |  |  | 0     |      |

| 1951 | Classe | Moto    |  |    |  |    |  |    |    |   |  |  |  |  | Punti | Pos. |
| ---- | ------ | ------- |  | -- |  | -- |  | -- | -- | - |  |  |  |  | ----- | ---- |
| 1951 | 125    | Mondial |  | NE |  | NE |  | NE | NE | 2 |  |  |  |  | 6     | 7º   |

| 1952 | Classe | Moto        |    |  |  |    |  |  |     |   |  |  |  |  | Punti | Pos. |
| ---- | ------ | ----------- | -- |  |  | -- |  |  | --- | - |  |  |  |  | ----- | ---- |
| 1952 | 125    | Moto Morini | NE |  |  | NE |  |  | Rit | 4 |  |  |  |  | 3     | 12º  |

| 1955 | Classe | Moto    |   |   |     |   |    |   |    |   |  |  |  |  | Punti | Pos. |
| ---- | ------ | ------- | - | - | --- | - | -- | - | -- | - |  |  |  |  | ----- | ---- |
| 1955 | 125    | Mondial | 2 | 6 | Rit | - | NE | - | NE | - |  |  |  |  | 7     | 6º   |

| 1956 | Classe | Moto   |  |  |     |   |   |     |  |  |  |  |  |  | Punti | Pos. |
| ---- | ------ | ------ |  |  | --- | - | - | --- |  |  |  |  |  |  | ----- | ---- |
| 1956 | 125    | Gilera |  |  | Rit | 1 | 2 | Rit |  |  |  |  |  |  | 14    | 2º   |

| 1958 | Classe | Moto   |   |   |   |     |  |  |  |  |  |  |  |  | Punti | Pos. |
| ---- | ------ | ------ | - | - | - | --- |  |  |  |  |  |  |  |  | ----- | ---- |
| 1958 | 125    | Ducati | 2 | 9 | 2 | Rit |  |  |  |  |  |  |  |  | 12    | 6º   |

| 1964 | Classe | Moto |   |   |   |  |   |    |   |   |   |   |   |   | Punti | Pos. |
| ---- | ------ | ---- | - | - | - |  | - | -- | - | - | - | - | - | - | ----- | ---- |
| 1964 | 125    | EMC  | - | - | - |  | - | NE | - | - | - | - | 9 | - | 0     |      |

| Legenda | 1º posto        | 2º posto            | 3º posto            | A punti      | Senza punti        | Grassetto – Pole position Corsivo – Giro più veloce |
| Legenda | Gara non valida | Non qual./Non part. | Ritirato/Non class. | Squalificato | '-' Dato non disp. | Grassetto – Pole position Corsivo – Giro più veloce |

### Classe 250
| 1954 | Classe | Moto       |  |  |  |    |  |  |  |   |    |  |  |  | Punti | Pos. |
| ---- | ------ | ---------- |  |  |  | -- |  |  |  | - | -- |  |  |  | ----- | ---- |
| 1954 | 250    | Moto Guzzi |  |  |  | NE |  |  |  | 2 | NE |  |  |  | 6     | 6º   |

| Legenda | 1º posto        | 2º posto            | 3º posto            | A punti      | Senza punti        | Grassetto – Pole position Corsivo – Giro più veloce |
| Legenda | Gara non valida | Non qual./Non part. | Ritirato/Non class. | Squalificato | '-' Dato non disp. | Grassetto – Pole position Corsivo – Giro più veloce |